# Preibischova tkalcovna
Preibischova tkalcovna je bývalý průmyslový podnik v Dětřichově, obci na severu České republiky ve Frýdlantském výběžku Libereckého kraje. V této obci stála tkalcovská dílna rodiny Klingerových, kterou roku 1864 získal továrník Carl August Preibisch pocházející z tehdy saského města Reichenau (dnes Bogatynia v Polsku). O třináct let později, v roce 1877, provedl její mechanizaci a současně dílnu předal svým dvěma synům Carlu Oskarovi a Dr. Reinhardovi Preibischovým. Ti v obci postupně vystavěli textilní továrnu, která v roce 1910 zaměstnávala na 700 zaměstnanců. Textilka pro rakousko-uherskou armádu vyráběla pytle na písek, prádlo, štruksové i papírové látky a materiál na stany. Během první světové války ovšem poptávka po výrobcích poklesla, takže firma v té době zaměstnávala pouze třicet zaměstnanců. Po válce ovšem továrna byla (ještě v roce 1922) zavřená a k rozeběhnutí výroby jí pomohla až konjunktura druhé poloviny dvacátých let 20. století.
Jednotlivé budovy továrny jsou postaveny v jednotném stylu vyznačujícím se fasádami z režného zdiva doplněné jemným plastickým dekorem. Postupně takto vyrostly barevna a apretura s vlastním parním pohonem (1880), dále šedová tkalcovna (1886) a severně od ní podniková elektrárna (1899), která je jedinou dětřichovskou dodnes dochovanou stavbou s továrním komínem. Majitelé továrny nechali postupně v letech 1882, 1891 a 1896 postavit tři velké bytové domy (čp. 276, 283 a 285), v nichž bydleli vedoucí zaměstnanci závodu. Roku 1886 navíc v obci vznikla zaopatřovací pokladna. Od 25. srpna 1900 vedla Dětřichovem úzkorozchodná železniční trať spojující Frýdlant s Heřmanicemi a dále ve stejném rozchodu pokračující až do německé Žitavy. Na trati byla ve zdejší úvraťové stanici vybudována vlečka, po níž jezdila elektrická lokomotiva. Poblíž stanice také roku 1902 vyrostlo velké skladiště.
Výroba v textilce vlivem hospodářské krize skončila roku 1935 a po druhé světové válce připadl její areál národnímu podniku Nisan a poté Seba. Během první poloviny 50. let 20. století sloužily místnímu hospodářskému družstvu pro uskladnění obilí a výkrmu hovězího dobytka. Následně od roku 1957 objekty patřily Kovozávodům Frýdlant, které zde vyráběly meliorační stroje a zařízení značky Presto. Dne 5. ledna 1963 vyhořel závod podniku Totex v blízkém Frýdlantě a část jeho výroby spolu s ředitelstvím firmy se přestěhovala právě do dětřichovské textilky. Zde zůstaly natrvalo a naopak z frýdlantské továrny se po její obnově stal pobočný závod Dětřichova. Během osmdesátých let 20. století se továrnách (tehdy již jako závod 03 Elitexu) vyráběly stroje pro textilní provozy (například soukací a snovací stroje či zařízení na sušení potištěných látek nebo zpracování lnu a podobně). Výrobky závodu se vyvážely do zahraničí (například do Východního bloku, do Mexika, do Jižní Ameriky, na Střední východ, ale i do dalších oblastí). Roku 1993 oba závody (jak dětřichovský, tak frýdlantský) přímou koupí zprivatizovala firma Frýdlantská strojírna Rasl a syn. Během jejího vlastnictví došlo k útlumu výroby a následně byly uvolněné prostory dětřichovského závodu pronajaty firmě Thermoplast, která se zabývá zpracováním plastů pro automobilový průmysl a zaměstnávající 130 až 150 zaměstnanců. Areál Thrmoplastu skončil roku 2012 v dražbě, v níž ho získala textilní firma W. Wülfing CZ zabývající se výrobou ložního a stolního prádla. Po rekonstrukci objektu zde také plánovala zřídit podnikovou prodejnu. Tři bytové domy přešly do majetku obce, která je zrekonstruovala.